# Батиста да Силва, Жуан
Жуан Батиста да Силва (порт. João Batista da Silva; 8 марта 1955, Порту-Алегри) — бразильский футболист, опорный полузащитник.

## Карьера
Батиста начал свою карьеру в клубе «Интернасьонал» в 1973 году и выступал за этот клуб на протяжении 7 лет. С «Интером» он стал 5-кратным чемпионом штата Риу-Гранди-ду-Сул и 3-кратным чемпионом Бразилии. А также стал вызваться сначала в молодёжную, а затем и в первую сборную Бразилии. В составе национальной команды он, в тот период, был участником Олимпиады 1976, на которой провёл все 5 игр, а также чемпионата мира 1978, где сыграл 7 игр, став бронзовым призёром первенства.
В 1980 году Батиста перешёл в «Гремио», в составе которого выиграл свой 4-й титул чемпиона Бразилии, а также 6-й титул чемпиона штата. В 1982 году Батиста участвовал в составе сборной на чемпионате мира, там он провёл только 1 игру, заменив в составе Зико, против Аргентины. В матче с Аргентиной он получил удар от Диего Марадоны, после которого аргентинский форвард был удалён с поля. В 1983 году Батиста перешёл в «Палмейрас», там он провёл только 14 игр и уехал в Италию. В Италии Батиста провёл полтора сезона в «Лацио» и половину сезона в составе «Авеллино». Завершил карьеру Батиста на родине, где играл за клуб «Аваи», с которым стал чемпионом штата Санта-Катарина в 1988 году.
Сейчас Батиста работает телекомментатором на каналах RBS TV, Sportv и Globosat.

## Достижения

### Командные
- Чемпион штата Риу-Гранди-ду-Сул: 1973, 1974, 1975, 1976, 1978, 1982
- Чемпион Бразилии: 1975, 1976, 1979, 1981
- Чемпион штата Санта-Катарина: 1988

### Личные
- Обладатель Серебряного мяча Бразилии: 1980, 1982